# Zdeněk Zacharda
Zdeněk Zacharda (* 22. května 1961) je bývalý český fotbalista, brankář.

## Fotbalová kariéra
Odchovanec Teplic. V lize hrál nastoupil za Teplice v sezóně 1983–1984 v 1 utkání.

## Ligová bilance
| Ročník  | Zápasy | Góly | Klub                  |
| ------- | ------ | ---- | --------------------- |
| 1982/83 | 6      | 0    | TJ Sklo Union Teplice |
| 1983/84 | 1      | 0    | TJ Sklo Union Teplice |
| 1984/85 | 4      | 0    | TJ Sklo Union Teplice |
| CELKEM  | 11     | 0    |                       |